# Marianne von Grünigen
Marianne von Grünigen (geboren am 27. Mai 1936 in Zürich; heimatberechtigt in Bern) ist eine Schweizer Diplomatin. Sie war von Januar 1987 bis November 1989 Schweizer Botschafterin in Finnland und von Oktober 1993 bis Juni 1997 Botschafterin in Ägypten. Ab Juni 1997 war sie bis zu ihrem Ruhestand Botschafterin und Chefin der Schweizerischen Delegation bei der Organisation für Sicherheit und Zusammenarbeit in Europa (OSZE) und Chefin der Ständigen Vertretung der Schweiz bei den Vereinten Nationen und den internationalen Organisationen in Wien.
Sie ist nach Francesca Pometta die zweite Frau in der Schweizer Berufsdiplomatie, die vom Bundesrat zur Missionschefin einer ausländischen Vertretung ernannt wurde.

## Werdegang
Marianne von Grünigen hat an der Universität Basel Rechtswissenschaften studiert und ebenda bei Prof. Max Imboden promoviert. Ihre akademische Karriere ergänzte sie mit einem LL.M. an der Universität Yale.
Im Jahr 1967 trat sie in den Dienst des Eidgenössischen Departements für auswärtige Angelegenheiten (EDA) ein und wurde als Stagiaire in Bern und Kopenhagen eingesetzt. 1969 wurde sie als Botschaftssekretärin nach Bonn versetzt.
Im Jahr 1975 kam sie nach Bern zurück, wo sie die Funktion einer Diplomatischen Mitarbeiterin in der Direktion für internationale Organisationen und ab 1977 die Funktion der Stellvertretenden Leiterin bzw. ab 1987 der Sektionschefin übernahm. 1982 wurde sie als Botschaftsrätin nach Moskau versetzt. Am 2. Juni 1986 ernannte sie der Bundesrat zur Botschafterin in Finnland. Marianne von Grünigen wurde damit nach Francesca Pometta die zweite Schweizer Diplomatin im Rang einer Botschafterin.
Im Jahr 1990 kehrte sie als Stellvertretende Direktorin der Politischen Direktion und Abteilungschefin der Politischen Abteilung III nach Bern zurück. Von 1993 bis 1997 war sie Botschafterin in Ägypten. Ab Oktober 1997 war sie Botschafterin und Chefin der Schweizerischen Delegation bei der Organisation für Sicherheit und Zusammenarbeit in Europa (OSZE) und Chefin der Ständigen Vertretung der Schweiz bei den Vereinten Nationen und den internationalen Organisationen in Wien. Von Grünigen wurde Ende Mai 2001 nach Antritt ihres Ruhestandes von Botschafter Heinrich Reimann abgelöst.
Von 2003 bis 2016 präsidierte sie die Schweizerische Helsinki-Vereinigung.